# Río Aquio
Río Aquio är ett vattendrag i Colombia.   Det ligger i departementet Guainía, i den östra delen av landet, 800 km öster om huvudstaden Bogotá.